# New-York-City-Marathon 1973
Der New-York-City-Marathon 1973 war die 4. Ausgabe der jährlich stattfindenden Laufveranstaltung in New York City, Vereinigte Staaten. Der Marathon fand am 30. September 1973 statt.
Bei den Männern gewann Tom Fleming in 2:21:54 h und bei den Frauen Nina Kuscsik in 2:57:07 h.

## Ergebnisse

### Männer
| Platz | Athlet         | Land               | Zeit (h) |
| ----- | -------------- | ------------------ | -------- |
| 01    | Tom Fleming    | Vereinigte Staaten | 2:21:54  |
| 02    | Norbert Sander | Vereinigte Staaten | 2:23:38  |
| 03    | William Bragg  | Vereinigte Staaten | 2:26:33  |
| 04    | Arthur Hall    | Vereinigte Staaten | 2:27:26  |
| 05    | Hector Oritz   | Vereinigte Staaten | 2:29:02  |
| 06    | Hugh Sweeny    | Vereinigte Staaten | 2:29:14  |
| 07    | Art Moore      | Vereinigte Staaten | 2:31:08  |
| 08    | Calvin Hansey  | Vereinigte Staaten | 2:32:01  |
| 09    | Michael Baxter | Vereinigte Staaten | 2:32:06  |
| 10    | Pat Bastick    | Vereinigte Staaten | 2:32:31  |

### Frauen
| Platz | Athletin         | Land               | Zeit (h) |
| ----- | ---------------- | ------------------ | -------- |
| 01    | Nina Kuscsik     | Vereinigte Staaten | 2:57:07  |
| 02    | Kathrine Switzer | Vereinigte Staaten | 3:16:02  |
| 03    | Lynn Blackstone  | Vereinigte Staaten | 3:55:43  |
| 04    | Toby Lenner      | Vereinigte Staaten | 4:23:37  |